# Chassalia
Chassalia es un género con 60 especies de plantas con flores perteneciente a la familia Rubiaceae. Se encuentra en los trópicos de África y Asia.

## Especies seleccionadas
- Chassalia acutiflora
- Chasalia afzelii
- Chasalia albiflora
- Chasallia ambigua
- Chassalia ambodirianensis
- Chasalia amicorum